# Cabeço da Fonte
O Cabeço da Fonte é uma elevação portuguesa localizada na freguesia açoriana do Capelo, concelho da Horta, ilha do Faial, arquipélago dos Açores.
Este acidente geológico encontra-se geograficamente localizado próximo do Vulcão dos Capelinhos, ao Capelo encontra-se intimamente relacionado com a elevação do Cabeço Verde do qual faz parte.
Esta formação encontra-se assim, próxima ao Cabeço Verde e ao Cabeço do Canto, entre as localidades do Norte Pequeno e o Capelo.
Esta formação geológica localizada a 276 metros de altitude acima do nível do mar apresenta escorrimento pluvial para a costa marítima.